# Cretaraneus
Genre
Cretaraneus est un genre fossile d'araignées aranéomorphes de la famille des Araneidae.

## Distribution
Les espèces de ce genre ont été découvertes au Brésil, en Chine et en Espagne. Elles datent du Crétacé.

## Liste des espèces
Selon The World Spider Catalog 17.5 :
- †Cretaraneus liaoningensis Cheng, Meng & Wang, 2008
- †Cretaraneus martensnetoi Mesquita, 1996
- †Cretaraneus vilaltae Selden, 1990

## Publication originale
- Selden, 1990 : Lower Cretaceous spiders from the Sierra de Montsech, north-east Spain. Palaeontology, vol. 33, no 2, p. 257–285 (texte intégral).